# 廷学校

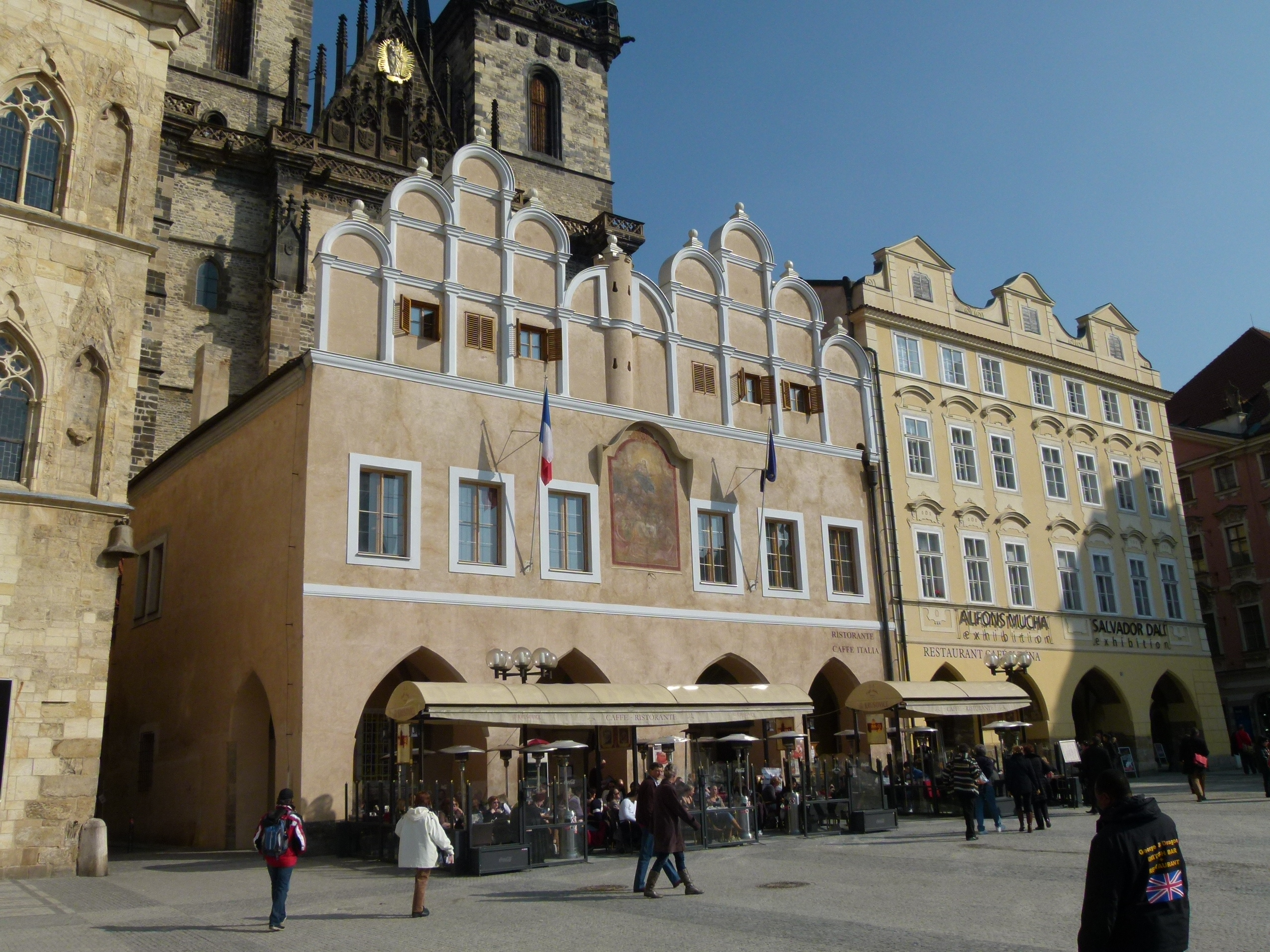
廷学校

廷学校是中世纪布拉格的一所中学， 位于老城广场，毗邻廷教堂。这所学校教拉丁语。曾在这里学习的名人有制造商马捷·赖斯克（Matěj Rejsk；？-1506）。今天的门牌为604号